# مطب

اتاق معاینه در مطب پزشک

مَطَب عموما جایی است که پزشک  در آن به معاینه و درمان بیماران می‌پردازد، البته تسامحا به محل فعالیت سایر شاغلین حرفه پزشکی مانند روانشناس که دارای دفترکار می‌باشند نیز می‌توان مطب اطلاق کرد.واژه مطب اسم مکان از ریشه طب است و در پارسی به آن پزشکگاه هم می گویند.
در برخی موارد مطب، به عنوان دفتر کار پزشکان هم برداشت می‌شود.
طبق قوانین موجود تأسیس مطب در ساختمانهای مسکونی نیز مجاز است. هر پزشکی تنها پس از اخذ مجوزهای لازم مانند پروانه مطب از سازمان نظام پزشکی) مجاز به تأسیس مطب است و مسئولیت اقدامات درمانی انجام شده در مطب برعهده پزشک می‌باشد . نصب تابلو، چاپ سرنسخه، تعرفه دریافتی از بیماران، اقدامات درمانی قابل انجام در مطب، فهرست ملزومات مطب و شرایط فیزیکی آن تابع قوانین موجود می‌باشد .